# 五十嵐裕美
五十嵐裕美（日语：／ Igarashi Hiromi，1986年12月13日—）是日本女性聲優。隸屬於Mausu Promotion。北海道札幌市出生並擁有四分之一的台灣血統。

## 人物
在電視動畫《Di Gi Charat》中欣賞過澤城美雪的表現後，決定成為聲優。中學生時加入堀江由衣的同好者俱樂部「黑貓同盟」，並且經常購買聲優雜誌，後來被母親建議「如果那麼喜歡，要不要考慮當聲優？」。高中雖然加入廣播社，但還是不擅長在其他人面前說話，為了克服這一點而主動擔任班長等職務。
2007年選上了「布子聲優甄選」候補，並過著大學跟養成所來回奔波的生活，後來加入Mausu Promotion附屬演員養成所（第22期生）。

## 主要演出作品

### 電視動畫
2008年
- AYAKASHI（小孩）
- 狂亂家族日記（罪木静）
- 逮捕令 Full Throttle（女孩子）
- 二十面相少女（觀客E）

2009年
- 加奈日記（少女、同級生G）
- 獸之奏者 艾琳（サジュ）
- クプ〜!!まめゴマ!（トントン）
- 乃木坂春香的秘密 Purezza♪（凪川小鮎）
- 遊戲王5D's（ウェスト）
- 簡單易懂的現代魔法（男子A）

2010年
- 我的妹妹哪有這麼可愛！（りんこ）
- 學生會長是女僕！（兵藤葵、女子中学生B）
- 海月姬（小孩）
- 寶石寵物（亞歷克）
- 聖痕鍊金士（S）
- Heartcatch 光之美少女！（少年）
- 笨蛋，測驗，召喚獸（小山友香）
- 花丸幼稚園（優、樹、葵、老師）
- FORTUNE ARTERIAL 紅色約定（女學生、女子學生、委員）
- 超元氣3姊妹（少女A、加茂、倉野、一年女子A）
- 大小姐×執事！（女學生）

2011年
- 人家一點都不喜歡啦！（修輔〈幼年〉）
- 寶石寵物 Sunshine（亞歷克）
- 殿といっしょ 〜眼帯の野望〜（島津家久）
- 笨蛋，測驗，召喚獸 二!（小山友香）
- 爆丸3狩獵保衛者（ルイン）
- Fate/Zero（男孩子）
- 刀鋒戰士（アリス）
- 超元氣3姊妹 增量中！（少女、上野、加茂）
- 食夢者瑪莉（小賢）

2012年
- 足球騎士（高瀨千佳）
- 要聽爸爸的話！（小鳥遊雛）
- BLACK★ROCK SHOOTER（女學生A、女子學生B、女子學生、女子學生A、同級生A）
- 夏色奇蹟（網球部後輩）
- 你好 七葉（伊娜）
- 寵物小精靈超級願望（太陽伊貝、其他）

2013年
- AMNESIA（ORION）
- 问题儿童都来自异世界？（仁·拉塞尔）
- 玉子市場（龍也）
- 黑色嘉年華（羊、兔）
- 蠟筆小新（天氣小姐B）
- 天使水果糖（雲）
- 狗與剪刀必有用（本田彌生）
- Aikatsu！偶像活動！（市原一華）
- 我的腦內戀礙選項（黑白院清羅）

2014年
- 櫻Trick（南雫）
- 農林（中澤商）
- 諸神的惡作劇（慶子）
- 排球少年！！（網球社女子）
- 銀河騎士傳（百瀨日向）
- RAIL WARS!（札沼真里）
- 甘城輝煌樂園救世主（安達映子）
- 我，要成為雙馬尾（觀束未春）
- 臨時女友（蓬田堇）

2015年
- 偶像大師 灰姑娘女孩（雙葉杏）
- The Rolling Girls（魚虎姬子）
- 記錄的地平線2（柯佩莉亞）
- SHOW BY ROCK!!（霍爾米）
- 無頭騎士異聞錄 DuRaRaRa!!×2 轉（寫樂美影）
- OVERLORD（由莉·阿爾法、裡面的人）
- Concrete Revolutio～超人幻想～（森野若葉）

2016年
- 春太與千夏～春太與千夏共度青春～（麻生美里）
- 無頭騎士異聞錄 DuRaRaRa!!×2 結（寫樂美影）
- 金田一少年之事件簿R 第2期（云泽夏树）
- 迷家（璃音、男子A、護士）
- 鬼牌遊戲（少年〈表親〉）
- 高校艦隊（威廉明娜·布倫瑞克·英格諾爾·弗里德堡）
- Tales of Zestiria the X 第1期（サイモン）
- SHOW BY ROCK!!SHORT!!（霍爾米）
- 月歌。THE ANIMATION（少女靈）
- SHOW BY ROCK!!#（霍爾米）
- 奇異太郎少年的妖怪繪日記（奇異太郎）
- 無畏魔女（艾荻塔·珞斯曼）
- 長騎美眉（新垣葵）

2017年
- 舌尖上的義大利（帝莉沙羅）
- 怪怪守護神（皇鈴理）
- 偶像大師 灰姑娘女孩劇場（雙葉杏）
- 捏造陷阱 -NTR-（水科螢[8]）
- 戰鬥女子學園（南日向）
- 十二大戰（妬良）
- 此花綺譚（輝夜）

2018年
- OVERLORD II（由莉·阿爾法）
- 怪獸娘～奧特怪獸擬人化計劃～（紅王）
- 沒有心跳的少女 BEATLESS（雪花蓮）
- 賽馬娘Pretty Derby（賽馬娘）
- 末班車後，在膠囊旅館向上司傳遞微熱的夜晚。（相澤實[9]）
- 閃亂神樂 SHINOVI MASTER -東京妖魔篇-（美野里[10]）

2019年
- 一騎當千 Western Wolves（蘆屋道滿）
- 迷你刀使（七之里呼吹[11]）
- 動物朋友2（灣鱷）
- 同居人時而在腿上，時而跑到腦袋上。（雷歐）
- 異世界四重奏（由莉）
- 碧藍航線（螢火蟲）

2020年
- 異種族風俗娘評鑑指南（死亡阿比斯）
- 異世界四重奏2（由莉）
- 八十龜觀察日記 第2冊（札幌女子）
- 繼怪怪守護神（皇鈴理）
- 弩級戰隊HXEROS（女醫）
- 前說！（新谷凜[12]）

2021年
- SHOW BY ROCK!! STARS!!（霍爾米）
- 世界魔女出動！（艾荻塔·珞斯曼）
- 記錄的地平線 圓桌崩壞（柯佩莉亞）
- 八十龜觀察日記 第3冊（岳室愛）
- 鬥神姬（アルヘナ・ハキーム）

2022年
- CUE!（由良桐香）
- 射擊覺醒！激鬥瓶蓋人DX（宰田三谷、女子A、ローランズ2）
- 勇者、辭職不幹了（魅魔）

2023年
- FLAGLIA～暑假物語～（伊子[13]）
- BLEACH 千年血戰篇-訣別譚-（四楓院夕四郎）
- 聖劍學院的魔劍使（艾爾菲涅[14]）

2025年
- 聖騎士之戰 奮戰：DUAL RULERS（潔克·歐[15]）

### OVA
2009年
- こわれかけのオルゴール（主婦）
- HELLSING VII（ピップ・ベルナドット（少年時代））

2010年
- 小雞之戀（冬子）※夏ドキッ★りぼんっ子パーティー55上映作品
- 眼鏡女友（梨花、女性A、女子生徒B）

2011年
- 笨蛋，測驗，召喚獸 〜祭〜（小山友香）

2012年
- 實乃里Scramble!（珠希[16][17]）
- Another（藤岡未咲）

2016年
- OVERLORD（由莉·阿爾法）

2017年
- 高校艦隊（威廉明娜·布倫瑞克·英格諾爾·弗里德堡）

2020年
- 刀使之巫女 刻印閃爍的燈火（七之里呼吹[18]）

2021年
- 魔法使的新娘 西方少年與青嵐騎士（加百列）

### 動畫電影
2008年
- 空之境界 第五章 矛盾螺旋（臙条巴（幼少期））

2010年
- こわれかけのオルゴール（主婦）
- 破刃之劍（魔動技術士E）
- Loups-Garous 應避開的狼（神埜步未）

2015年
- 劇場版 蒼藍鋼鐵戰艦 -ARS NOVA- DC（羽黑）
- 劇場版 蒼藍鋼鐵戰艦 -ARS NOVA- Cadenza（羽黑）

### 網路動畫
2018年
- 惡魔咩姆咩姆（五木杏）

2020年
- 射擊覺醒！激鬥瓶蓋人（宰田三矢）

### 動畫漫畫
2007年
- 清く正しく美しく（大島紀子）

### 遊戲
2008年
- タツノコ VS. CAPCOM CROSS GENERATION OF HEROES（ロール）
- 牧場物語 歡迎來到風之市集（主人公（男）、凱文）
- 428：被封鎖的澀谷

2010年
- ARMEN NOIR（シャンタオ）
- 剣と魔法と学園モノ。2G（コッパ）
- 劍與魔法與学園。3（クラッズ・女）
- コープスパーティー ブラッドカバー リピーティッドフィアー（小笠原奈那、管乃雪）
- デザートキングダム
- 龙之谷（カーライエン）

2011年
- AMNESIA（オリオン）
- 我的妹妹哪有這麼可愛 攜帶版（りんこ）
- クイーンズゲイト スパイラルカオス（シャルロット[19]）
- 屍體派對 Book of Shadows（小笠原奈那）

2012年
- AMNESIA LATER（ORION[20]）
- 連遊戲也要聽爸爸的話！（小鳥遊雛[21]）

2013年
- 閃亂神樂 忍者對決 少女們的証明（美野里）
- 偶像大師 灰姑娘女孩（双葉杏）

2014年
- 閃亂神樂 忍乳負重（美野里）

2015年
- 閃亂神樂 夏日對決 少女們的選擇（美野里）
- GUILTY GEAR Xrd -REVELATOR-（Jack-O）
- 戰鬥女子學園（南日向）
- 乖離性百萬亞瑟王（庫拉奇、匹克西、姆莉安、迪拿丹）
- RE:BIRTHDAY SONG ～恋を唄う死神～（ユユ）

2016年
- 在茜色世界與君詠唱（瓊瓊杵）

2017年
- 感染×少女（SOLA[22]）
- maimai MiLK（ソルト）

2018年
- 刀使之巫女 刻印閃爍的燈火（七之里呼吹）
- SHOW BY ROCK!!（霍爾米）
- WarLocksZ（薇若妮卡[23]
- 閃亂神樂 Burst Re:Newal（美野里[24]）
- 閃耀幻想曲（南雫）
- 溫泉女孩 湯之花收藏（洞爺湖音乃[25]）
- 甲鐵城的卡巴內里 -亂- 開始的軌跡（八鳥[26]）
- 食之契約（格子鬆餅）

2019年
- 高校艦隊 指尖艦隊戰鬥！（威廉明娜·布倫瑞克·英格諾爾·弗里德堡）
- CUE!（由良桐香[27]）
- 魔法禁书目录 幻想收束（玛丽安·史琳格奈亚）

2020年
- 彈射世界（賽法）
- 怪物彈珠（薩庫亞[28]、獸耳女孩組[29]、大瀨耶兒[30]）
- SHOW BY ROCK!! Fes A Live（霍爾米）
- 偶像大師 星耀季節（雙葉杏[31]）

2022年
- 蔚藍檔案 (春原心奈)

### PV
2023年
- 大正忌憚魔女（麟[32]）

### 廣播
廣播節目
- つきねこラジオverソワレ（DNEメディアステーション：2009年11月21日 - 2010年7月10日）
- つきねこラジオverインプロ（DNEメディアステーション：2010年7月25日 - ）

廣播劇
- Beeマンガ 熱情滿點貓谷市！（恩田克菈菈）

### 廣播劇CD
- AMNESIA ドラマCD 〜冥土の国のアムネシア〜（ORION）
- 學生會長是女僕！ ご主人様 アニメ化ですよ! ドラマCD（兵藤葵）※LaLa 2010年5月号付録
  - 会長はメイド様! キャラクターコンセプトCD2 ─Maid Side─（兵藤葵）
- 狂亂家族日記（罪木静）
- 黒薔薇アリス（ドーラ）
- つきねこ（のぞみ）
- 無邪氣樂園（香美）※「ヤングアニマル嵐」2013年8号付錄CD・漫畫第4卷限定版付属CD[33]

### 外語片配音
- 爱卡莉
- 变形小雷

### 其他出演作品
- 水晶雫（PC硬盘/SSD健康诊断工具「CrystalDiskInfo」擬人化萌娘）
- 芽兔咩嗚（KONAMI公司的Web聯動型音樂配信企劃「ひなビタ♪」中的「日向美Bitter Sweets♪」所屬角色）

## 音樂作品

### 角色歌
| 發售日   | 商品名稱                                                                               | 演唱名義 | 歌曲                                       | 備註                                         |
| 2009年   | 2009年                                                                                 | 2009年 | 2009年                                     | 2009年                                       |
| -------- | -------------------------------------------------------------------------------------- | --- | ------------------------------------------ | -------------------------------------------- |
| 12月1日  |                                                                                        | 望（五十嵐裕美） | 「」                                       | 《月貓》相關歌曲                             |
| 12月1日  | 圓（今井麻美）、有希（喜多村英梨）、皐月（阿久津加菜）、望（五十嵐裕美）               | 「Refrain -call your dream-」 |                                            | 《月貓》相關歌曲                             |
| 2010年   |                                                                                        | |                                            |                                              |
| 3月17日  |                                                                                        | 皐月（阿久津加菜）、望（五十嵐裕美）、芭芭拉（桑門空）、忍（森谷里美） | 「Sunny Rain」                             | 《月貓》相關歌曲                             |
| 6月23日  | 學生會長是女僕！ 角色概念CD2 -Maid Side-                                               | 兵藤葵（五十嵐裕美） | 「Butterfly」                              | 電視動畫《學生會長是女僕！》相關歌曲         |
| 2011年   |                                                                                        | |                                            |                                              |
| 10月14日 |                                                                                        | 皐月（阿久津加菜）、望（五十嵐裕美）、蓋涅（越田直樹）、芭芭拉（桑門空）、智（市來光弘）、忍（森谷里美）、茱莉亞（山本綾） | 「Smile」                                  | 《月貓》相關歌曲                             |
| 12月7日  | 要聽爸爸的話！角色歌 小鳥遊雛                                                          | 小鳥遊雛（五十嵐裕美） | 「」                                       | 電視動畫《要聽爸爸的話！》相關歌曲           |
| 2012年   |                                                                                        | |                                            |                                              |
| 4月18日  | THE IDOLM@STER CINDERELLA MASTER 002 雙葉杏                                            | 雙葉杏（五十嵐裕美） | 「」                                       | 遊戲《偶像大師 灰姑娘女孩》相關歌曲          |
| 5月9日   | 要聽爸爸的話！vol.3特典CD                                                              | 小鳥遊空（上坂堇）、小鳥遊美羽（喜多村英梨）、小鳥遊雛（五十嵐裕美） | 「Smile Continue」                         | 遊戲《就算是遊戲也要聽爸爸的話！》片頭曲     |
| 5月9日   | 要聽爸爸的話！vol.3特典CD                                                              | 小鳥遊雛（五十嵐裕美） | 「」                                       | 電視動畫《要聽爸爸的話！》相關歌曲           |
| 9月5日   | AMNESIA 角色CD Ukyo&Orion                                                              | Orion（五十嵐裕美） | 「」                                       | 遊戲《失憶症》相關歌曲                       |
| 2013年   |                                                                                        | |                                            |                                              |
| 1月26日  |                                                                                        | Smile☆Shooter | 「」                                       | 遊戲《Smile☆Shooter》相關歌曲                |
| 1月26日  | 白瀨蒂娜（五十嵐裕美）                                                                 | 「Kiitos」 |                                            | 遊戲《Smile☆Shooter》相關歌曲                |
| 3月27日  | 主題曲Collection                                                                       | 橘可奈（伊瀨茉莉也）、高木夏夜（日高里菜）、真行寺遙（五十嵐裕美）、桐生晶（日笠陽子） | 「」                                       | 遊戲《》相關歌曲                             |
| 4月10日  | THE IDOLM@STER CINDERELLA MASTER                                                       | CINDERELLA GIRLS for 煌杏 | 「」                                       | 遊戲《偶像大師 灰姑娘女孩》主題曲            |
| 9月18日  | Hinabita ORIGINAL SOUNDTRACK                                                           | 日向美Bitter Sweets♪ 芽兔咩嗚（五十嵐裕美） | 「」                                       | 音樂配信企劃《Hinabita》相關歌曲             |
| 9月18日  | Hinabita ORIGINAL SOUNDTRACK                                                           | 日向美Bitter Sweets♪ | 「」                                       | 音樂配信企劃《Hinabita》相關歌曲             |
| 9月25日  | 狗與剪刀必有用 角色歌5「」本田 櫻、本田彌生                                            | 本田櫻（內田真禮）、本田彌生（五十嵐裕美） | 「」 「」                                  | 電視動畫《狗與剪刀必有用》相關歌曲           |
| 10月9日  | THE IDOLM@STER CINDERELLA MASTER cute jewelries! 001                                   | 雙葉杏（五十嵐裕美）、前川未來（高森奈津美） 、島村卯月（大橋彩香）、小日向美穗（津田美波）、安部菜菜（三宅麻理恵） | 「」 「」                                  | 遊戲《偶像大師 灰姑娘女孩》相關歌曲          |
| 10月9日  | THE IDOLM@STER CINDERELLA MASTER cute jewelries! 001                                   | 雙葉杏（五十嵐裕美） | 「」                                       | 遊戲《偶像大師 灰姑娘女孩》相關歌曲          |
| 10月26日 |                                                                                        | KISS:A | 「」 「」                                  | 遊戲《Smile☆Shooter》相關歌曲                |
| 2014年   |                                                                                        | |                                            |                                              |
| 1月18日  | Won(*3*)Chu KissMe!/Kiss(and)Love                                                      | SAKURA*TRICK | 「Won（*3*）Chu KissMe!」                  | 電視動畫《櫻Trick》片頭曲                    |
| 1月18日  | Won(*3*)Chu KissMe!/Kiss(and)Love                                                      | SAKURA*TRICK | 「Kiss(and)Love【SAKURA♪Ver.】」           | 電視動畫《櫻Trick》相關歌曲                  |
| 2月26日  | SAKURA♪SONG 02                                                                         | 南雫（五十嵐裕美） | 「」                                       | 電視動畫《櫻Trick》相關歌曲                  |
| 3月19日  | Bitter Sweet Girls!                                                                    | 日向美Bitter Sweets♪ 芽兔咩嗚（五十嵐裕美） | 「」                                       | 音樂配信企劃《Hinabita》相關歌曲             |
| 3月19日  | Bitter Sweet Girls!                                                                    | 日向美Bitter Sweets♪ | 「」 「」                                  | 音樂配信企劃《Hinabita》相關歌曲             |
| 3月19日  | Bitter Sweet Girls!                                                                    | 日向美Bitter Sweets♪ | 「」 「」                                  | 音樂配信企劃《Hinabita》相關歌曲             |
| 3月19日  | Bitter Sweet Girls!                                                                    | 日向美Bitter Sweets♪ | 「」 「」                                  | 音樂配信企劃《Hinabita》相關歌曲             |
| 3月24日  | Welcome Smile                                                                          | Smile☆Shooter | 「Welcome Smile」                          | 遊戲《Smile☆Shooter》相關歌曲                |
| 3月26日  | AMNESIA CHARACTER SONG COLLECTION                                                      | Orion（五十嵐裕美） | 「」                                       | 遊戲《失憶症》相關歌曲                       |
| 4月5日   | THE IDOLM@STER CINDERELLA GIRLS 1st LIVE WONDERFUL M@GIC!! Solo Remix                  | 雙葉杏（五十嵐裕美） | 「」                                       | 遊戲《偶像大師 灰姑娘女孩》相關歌曲          |
| 4月9日   | SAKURA♪SONG ALBUM SAKURA*SAKU -櫻*作-                                                  | SAKURA*TRICK | 「」 「」                                  | 電視動畫《櫻Trick》相關歌曲                  |
| 6月24日  | AMNESIA World 角色CD Ukyo&Orion                                                        | Orion（五十嵐裕美） | 「smiling」                                | 遊戲《失憶症》相關歌曲                       |
| 10月14日 | 忍者殺手 KYOTO:HELL ON EARTH 【上】（附廣播劇CD特裝版）忍者殺手 原聲帶                 | [ 成員 8 ] | 「」                                       | 《NINJA SLAYER忍者殺手》相關歌曲             |
| 12月11日 |                                                                                        | 望（五十嵐裕美） | 「」                                       | 《月貓》相關歌曲                             |
| 12月18日 | DRAGON POKER ORIGINAL SOUNDTRACK II                                                    | （五十嵐裕美）、（M·A·O） | 「Cho-co-la romantica」                    | 遊戲《龍族撲克》相關歌曲                     |
| 2015年   |                                                                                        | |                                            |                                              |
| 1月21日  | THE IDOLM@STER CINDERELLA GIRLS ANIMATION PROJECT 00 ST@RTER BEST                      | CINDERELLA PROJECT | 「」                                       | 電視動畫《偶像大師 灰姑娘女孩》相關歌曲      |
| 1月21日  | 女友伴身邊 BD、DVD 第1卷特典CD                                                         | Neuron★Creamsoft | 「」                                       | 電視動畫《女友伴身邊》片頭曲                 |
| 1月21日  | 女友伴身邊 BD、DVD 第1卷特典CD                                                         | Neuron★Creamsoft | 「」                                       | 電視動畫《女友伴身邊》片尾曲                 |
| 2月18日  | THE IDOLM@STER CINDERELLA GIRLS ANIMATION PROJECT 01 Star!!                            | CINDERELLA PROJECT | 「Star!!」                                 | 電視動畫《偶像大師 灰姑娘女孩》片頭曲        |
| 3月4日   | 偶像編年史 組合歌曲系列 第1彈                                                          | H.Y.R | 「」 「」 「Happy Smile Sunshine」         | 遊戲《偶像編年史》相關歌曲                   |
| 3月4日   | 偶像編年史 組合歌曲系列 第1彈 ～YURIA ver～                                            | 松平尤莉亞（五十嵐裕美） | 「SUTEKI MY DAYS」                         | 遊戲《偶像編年史》相關歌曲                   |
| 4月1日   | THE IDOLM@STER CINDERELLA GIRLS ANIMATION PROJECT 04 Happy×2 Days                      | CANDY ISLAND | 「Happy×2 Days」 「」                      | 電視動畫《偶像大師 灰姑娘女孩》相關歌曲      |
| 5月13日  | THE IDOLM@STER CINDERELLA GIRLS ANIMATION PROJECT 08 GOIN'!!!                          | CINDERELLA PROJECT | 「GOIN'!!!」 「」                          | 電視動畫《偶像大師 灰姑娘女孩》相關歌曲      |
| 6月3日   |                                                                                        | Criticrista | 「」                                       | 電視動畫《SHOW BY ROCK!!》插入曲             |
| 6月3日   | 「Attention, Please!!」                                                                | Criticrista | 電視動畫《SHOW BY ROCK!!》相關歌曲         |                                              |
| 8月5日   | THE IDOLM@STER CINDERELLA GIRLS ANIMATION PROJECT 2nd season 01 Shine!!                | CINDERELLA PROJECT | 「Shine!!」                                | 電視動畫《偶像大師 灰姑娘女孩》片頭曲        |
| 8月5日   | THE IDOLM@STER CINDERELLA GIRLS ANIMATION PROJECT 2nd season 01 Shine!!                | 島村卯月（大橋彩香）、澀谷凜（福原綾香）、本田未央（原紗友里）、雙葉杏（五十嵐裕美）、諸星煌梨（松嵜麗） | 「」                                       | 遊戲《偶像大師 灰姑娘女孩 星光舞台》主題曲   |
| 9月16日  | 「蒼藍鋼鐵戰艦 -ARS NOVA-」"Blue Field" Character Songs Vol.2                          | 霧之學生會 | 「Will Fade Away」                         | 電視動畫《蒼藍鋼鐵戰艦 -ARS NOVA-》相關歌曲  |
| 9月16日  | SHOW BY ROCK!! Blu-ray 第4卷 .jp限定版特典 迷你專輯                                    | 霍爾米（五十嵐裕美） | 「」 「Attention, Please!!」               | 電視動畫《SHOW BY ROCK!!》相關歌曲           |
| 9月23日  | THE IDOLM@STER CINDERELLA GIRLS ANIMATION PROJECT 2nd Season 02                        | CANDY ISLAND with 輿水幸子（竹達彩奈） | 「Heart Voice」                            | 電視動畫《偶像大師 灰姑娘女孩》片尾曲        |
| 9月23日  | THE IDOLM@STER CINDERELLA GIRLS ANIMATION PROJECT 2nd Season 02                        | CANDY ISLAND | 「」                                       | 電視動畫《偶像大師 灰姑娘女孩》相關歌曲      |
| 10月1日  | 無夜國度 Official Sound Track                                                          | （五十嵐裕美） | 「predge」                                 | 遊戲《無夜國度》相關歌曲                     |
| 10月1日  | 無夜國度 Official Sound Track                                                          | （M·A·O）、（五十嵐裕美） | 「Eve」                                    | 遊戲《無夜國度》相關歌曲                     |
| 10月28日 | SHOW BY ROCK!! Blu-ray特裝限定版 第5卷 特典CD                                          | 霍爾米（五十嵐裕美）、賈桂林（村川梨衣） | 「Rhythm Friends」                         | 電視動畫《SHOW BY ROCK!!》相關歌曲           |
| 11月25日 | THE IDOLM@STER CINDERELLA GIRLS ANIMATION PROJECT 2nd Season 07                        | CINDERELLA PROJECT | 「M@GIC☆」                                 | 電視動畫《偶像大師 灰姑娘女孩》插入曲        |
| 11月25日 | THE IDOLM@STER CINDERELLA GIRLS ANIMATION PROJECT 2nd Season 07                        | CINDERELLA PROJECT | 「」                                       | 電視動畫《偶像大師 灰姑娘女孩》片尾曲        |
| 11月26日 | Criminal Girls 2 原聲帶                                                                | （阿久津加菜）、（中惠光城）、（加隈亞衣）、（辻步美）、（五十嵐裕美）、（吉田聖子）、（中村櫻） | 「」                                       | 遊戲《Criminal Girls 2》主題曲               |
| 2016年   |                                                                                        | |                                            |                                              |
| 1月13日  | Five Drops 03 -strawberry milk- 芽兔咩嗚                                               | 芽兔咩嗚（五十嵐裕美） | 「」 「」 「」 「」 「」                   | 音樂配信企劃《Hinabita》相關歌曲             |
| 3月30日  | THE IDOLM@STER MASTER CINDERELLA GIRLS ANIMATION PROJECT ORIGINAL SOUNDTRACK           | CANDY ISLAND | 「」                                       | 電視動畫《偶像大師 灰姑娘女孩》插入曲        |
| 3月30日  | THE IDOLM@STER MASTER CINDERELLA GIRLS ANIMATION PROJECT ORIGINAL SOUNDTRACK           | 雙葉杏（五十嵐裕美）、三村加奈子（大坪由佳）、城崎莉嘉（山本希望）、神崎蘭子（內田真禮）、前川未來（高森奈津美）、諸星煌梨（松嵜麗）、多田李衣菜（青木瑠璃子）、赤城米莉亞（黑澤朋世）、新田美波（洲崎綾）、緒方智繪里（大空直美）、安部菜菜（三宅麻理恵）、木村夏樹（安野希世乃）、白坂小梅（櫻咲千依） | 「GOIN'!!!」                               | 電視動畫《偶像大師 灰姑娘女孩》插入曲        |
| 4月27日  | STAR☆T                                                                                 | Tiara | 「」                                       | 遊戲《戰鬥女子學園》相關歌曲                 |
| 7月20日  |                                                                                        | Criticrista | 「」                                       | 電視動畫《SHOW BY ROCK!! Short!!》插入曲     |
| 7月20日  | 「」                                                                                   | Criticrista | 電視動畫《SHOW BY ROCK!! Short!!》相關歌曲 |                                              |
| 8月14日  | DVD-ROM Never despair                                                                  | （五十嵐裕美） | 「listen」                                 | 遊戲《》相關歌曲                             |
| 9月21日  | SHOW BY ROCK!! BEST Vol.2                                                              | Criticrista | 「」                                       | 遊戲《SHOW BY ROCK!!》相關歌曲               |
| 10月19日 |                                                                                        | Criticrista | 「」                                       | 電視動畫《SHOW BY ROCK!!#》插入曲            |
| 10月19日 | 「Colorful Snow Drop」                                                                 | Criticrista | 電視動畫《SHOW BY ROCK!!#》相關歌曲        |                                              |
| 11月23日 |                                                                                        | Fortuna隊 | 「」                                       | 電視動畫《長騎美眉》片尾曲                   |
| 11月23日 | 新垣葵（五十嵐裕美）                                                                   | 「」 | 電視動畫《長騎美眉》相關歌曲               |                                              |
| 12月21日 | 無畏魔女 片尾曲合輯                                                                    | 艾荻塔·珞斯曼（五十嵐裕美）、雁淵光（加隈亞衣） | 「LITTLE WING ～Spirit of LINDBERG～」     | 電視動畫《無畏魔女》片尾曲                   |
| 12月21日 | 無畏魔女 片尾曲合輯                                                                    | 雁淵孝美（末柄里惠）、管野直枝（村川梨衣）、妮卡·愛德華汀·卡塔雅南（高森奈津美）、沃楚德·庫平斯基（石田嘉代）、亞歷珊朵拉·I·波克爾什金（原由實）、喬潔特·萊馬爾（照井春佳）、下原定子（水谷麻鈴）、艾荻塔·珞斯曼（五十嵐裕美）、昆杜菈·拉爾（佐藤利奈）                                                  | 「LITTLE WING ～Spirit of LINDBERG～」     | 電視動畫《無畏魔女》片尾曲                   |
| 12月21日 | 無畏魔女 片尾曲合輯                                                                    | 雁淵光（加隈亞衣）、雁淵孝美（末柄里惠）、管野直枝（村川梨衣）、妮卡·愛德華汀·卡塔雅南（高森奈津美）、沃楚德·庫平斯基（石田嘉代）、亞歷珊朵拉·I·波克爾什金（原由實）、喬潔特·萊馬爾（照井春佳）、下原定子（水谷麻鈴）、艾荻塔·珞斯曼（五十嵐裕美）、昆杜菈·拉爾（佐藤利奈）                              | 「LITTLE WING ～Spirit of LINDBERG～」     | 電視動畫《無畏魔女》片尾曲                   |
| 2019年   |                                                                                        | |                                            |                                              |
| 3月20日  | THE IDOLM@STER CINDERELLA GIRLS STARLIGHT MASTER 27 Vast world                         | 緒方智繪里（大空直美）、白坂小梅（櫻咲千依）、堀裕子（鈴木繪理）、雙葉杏（五十嵐裕美）、諸星煌梨（松嵜麗） | 「Vast world（M@STER VERSION）」           | 遊戲《偶像大師 灰姑娘女孩 星光舞台》相關歌曲 |
| 6月19日  | P SHOW BY ROCK!! CD                                                                    | Criticrista | 「」                                       | 彈珠機《P SHOW BY ROCK!》相關歌曲            |
| 6月19日  | P SHOW BY ROCK!! CD canime特典CD                                                       | 霍爾米（五十嵐裕美） | 「」                                       | 彈珠機《P SHOW BY ROCK!》相關歌曲            |
| 10月23日 | THE IDOLM@STER CINDERELLA GIRLS STARLIGHT MASTER 33 Starry-Go-Round                    | 雙葉杏（五十嵐裕美）、諸星煌梨（松嵜麗）、島村卯月（大橋彩香）、澀谷凜（福原綾香）、本田未央（原紗友里） | 「LOVE & PEACH」                           | 遊戲《偶像大師 灰姑娘女孩 星光舞台》相關歌曲 |
| 11月8日  | THE IDOLM@STER CINDERELLA GIRLS 7thLIVE TOUR Special 3chord♪ Funky Dancing! 會場原創CD | 雙葉杏（五十嵐裕美） | 「（M@STER VERSION）」                     | 遊戲《偶像大師 灰姑娘女孩 星光舞台》相關歌曲 |
| 12月18日 | SHOW BY ROCK!! BEST Vol.3                                                              | Criticrista［霍爾米（五十嵐裕美）］ | 「」                                       | 遊戲《SHOW BY ROCK!!》相關歌曲               |
| 2020年   |                                                                                        | |                                            |                                              |
| 2月14日  | THE IDOLM@STER CINDERELLA GIRLS 7thLIVE TOUR Special 3chord♪ Glowing Rock! 會場原創CD  | 雙葉杏（五十嵐裕美） | 「Vast World（M@STER VERSION）」           | 遊戲《偶像大師 灰姑娘女孩 星光舞台》相關歌曲 |
| 2月29日  | 劇場版 高校艦隊 七週目來場者特典 角色歌序號                                            | 威廉明娜·布倫瑞克·英格諾爾·弗里德堡（五十嵐裕美） | 「」                                       | 劇場動畫《劇場版 高校艦隊》相關歌曲          |

### 團體成員
1. ↑  諸星煌梨（松嵜麗）、雙葉杏（五十嵐裕美）
2. 1 2  山形茉莉花（日高里菜）、和泉一舞（津田美波）、芽兔咩嗚（五十嵐裕美）、春日咲子（山口愛）、霜月凜（水原薰）
3. ↑  河內瑠莉花（下田麻美）、白瀨蒂娜（五十嵐裕美）
4. ↑  高山春香（戶松遙）、園田優（井口裕香）、野田琴音（相坂優歌）、南雫（五十嵐裕美）、池野楓（淵上舞）、飯塚柚（戶田惠）
5. ↑  山形茉莉花（日高里菜）、芽兔咩嗚（五十嵐裕美）
6. ↑  春日咲子（山口愛）、芽兔咩嗚（五十嵐裕美）
7. ↑  琴音（相坂優歌）、雫（五十嵐裕美）
8. ↑  （五十嵐裕美）、（內山夕實）
9. 1 2 3 4 5  島村卯月（大橋彩香）、澀谷凜（福原綾香）、本田未央（原紗友里）、雙葉杏（五十嵐裕美）、三村加奈子（大坪由佳）、城崎莉嘉（山本希望）、神崎蘭子（內田真禮）、前川未來（高森奈津美）、諸星煌梨（松嵜麗）、多田李衣菜（青木瑠璃子）、赤城米莉亞（黑澤朋世）、新田美波（洲崎綾）、緒方智繪里（大空直美）、安娜斯塔西婭（上坂堇）
10. ↑  風町陽歌（早見沙織）、黑川凪子（後藤沙緒里）、蓬田堇（五十嵐裕美）、朝比奈桃子（小倉唯）、江藤胡桃（洲崎綾）
11. ↑  陽奈（M·A·O）、尤莉亞（五十嵐裕美）、瑠璃（遠藤祐里香）
12. 1 2 3 4  雙葉杏（五十嵐裕美）、三村加奈子（大坪由佳）、緒方智繪里（大空直美）
13. 1 2 3 4  羅齊亞（日高里菜）、月乃（茅野愛衣）、霍爾米（五十嵐裕美）、賈桂林（村川梨衣）
14. ↑  比叡（M·A·O）、妙高（福原綾香）、那智（佐藤聰美）、足柄（三森鈴子）、羽黑（五十嵐裕美）
15. ↑  洲崎綾、東山奈央、早見沙織、五十嵐裕美、木戶衣吹、悠木碧
16. ↑  羅齊亞（日高里菜）、霍爾米（五十嵐裕美）
17. ↑  倉田亞美（東山奈央）、新垣葵（五十嵐裕美）、西條雛子（大久保瑠美）、一之瀨彌生（黑澤由里香）、高宮紗希（日笠陽子）

## 外部連結
- Mausu Promotion的人物介紹頁面（页面存档备份，存于） （日語）
- 個人網誌「GIRL'S MAGIC」（页面存档备份，存于）（日語）
- 五十嵐裕美的X（前Twitter）（日語）
- 五十嵐裕美的Instagram帳戶（日語）